# NGC 2791
NGC 2791 é uma galáxia espiral (S) localizada na direcção da constelação de Cancer. Possui uma declinação de +17° 35' 34" e uma ascensão recta de 9 horas, 15 minutos e 01,9 segundos.
A galáxia NGC 2791 foi descoberta em 21 de Dezembro de 1863 por Albert Marth.